# Tibor Kozma
Tibor Kozma (* 14. August 1909 in Budapest, Österreich-Ungarn; † 24. März 1976) war ein US-amerikanischer Dirigent ungarischer Herkunft.
Kozma studierte bis 1931 an der Franz-Liszt-Akademie in Budapest und bis 1933 an der Orchesterschule der Sächsischen Staatskapelle in Dresden. 1941 ging er nach New York, wo er an zahlreichen Broadwayproduktionen mitwirkte und ein gesuchter Korrepetitor wurde. Von 1948 bis 1957 war er Dirigent an der Metropolitan Opera. 1957 wurde er Professor an der Indiana University Bloomington und Dirigent des Indiana University Philharmonic Orchestra. 